# Houston Film Critics Society Awards 2018
12. ročník předávání cen organizace Houston Film Critics Society se konal dne 3. ledna 2019. Nominace byly oznámeny 17. prosince 2018.

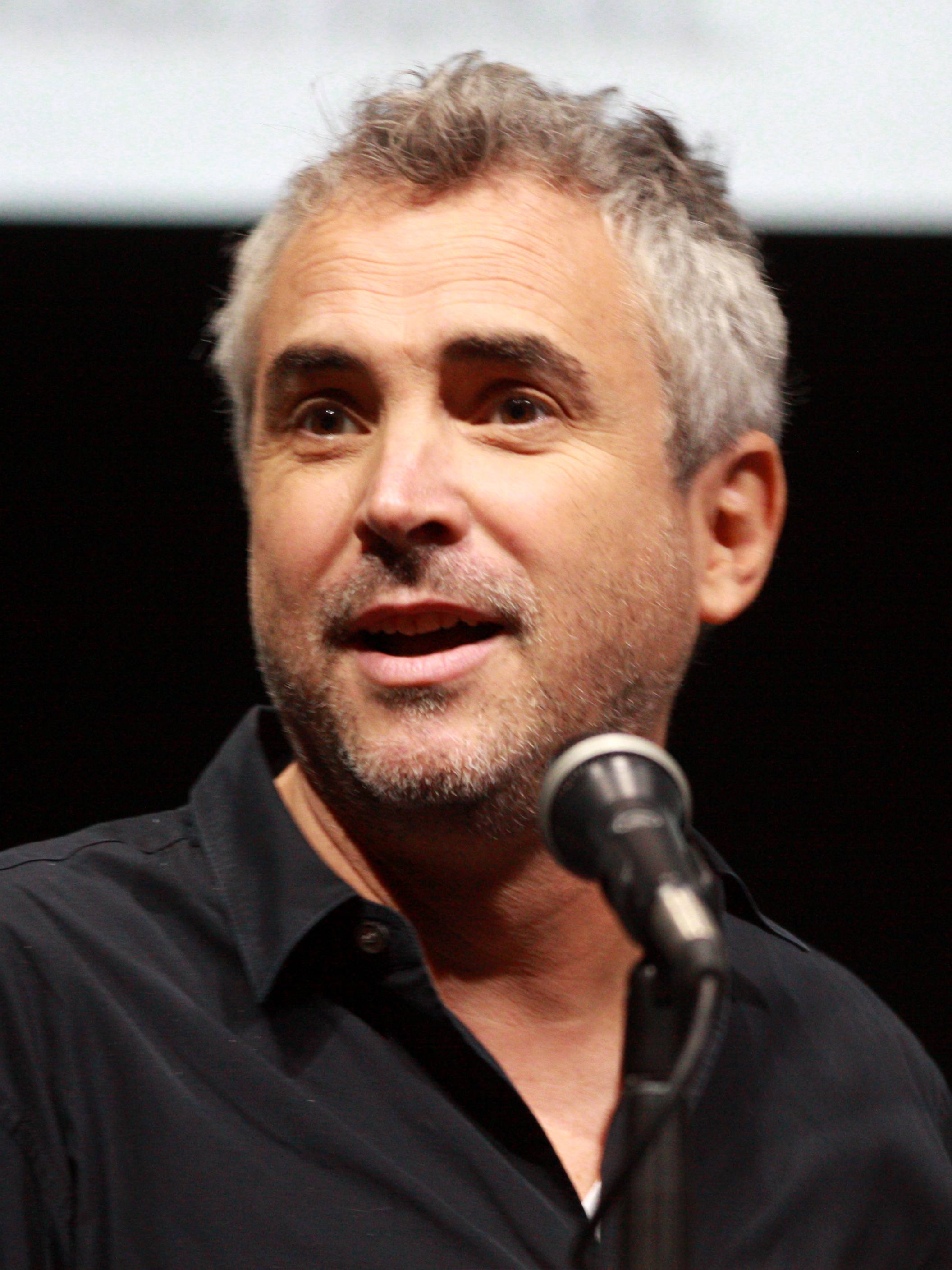
Alfonso Cuaron vítěz v kategorii nejlepší režisér

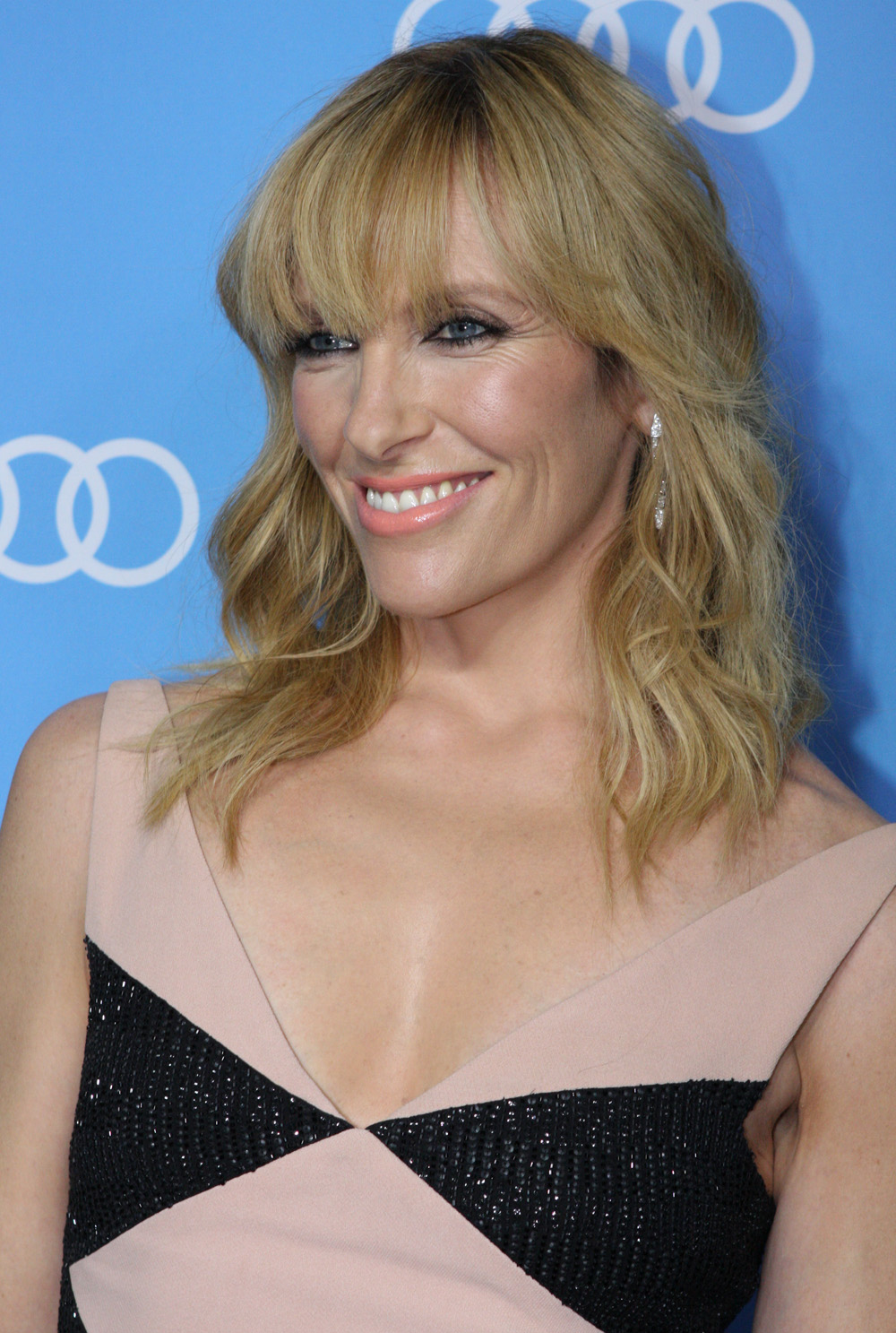
Toni Collette vítězka v kategorii nejlepší herečka v hlavní roli

## Vítězové a nominovaní
Tučně jsou označeni vítězové.

### Nejlepší film
Favoritka
- Roma
- Black Panther
- BlacKkKlansman
- Osmá třída
- Kdyby ulice Beale mohla mluvit
- Zrodila se hvězda
- Zoufalství a naděje
- Zelená kniha
- Vice
- Děsivé dědictví

### Nejlepší režisér
Alfonso Cuaron - Roma
- Bradley Cooper - Zrodila se hvězda
- Yorgos Lanthimos - Favoritka
- Barry Jenkins – Kdyby ulice Beale mohla mluvit
- Adam McKay – Vice

### Nejlepší scénář
Alfonso Cuaron – Roma
- Paul Schrader - Zoufalství a naděje
- Bo Burnham - Osmá třída
- Adam McKay - Vice
- Barry Jenkins - Kdyby ulice Beale mohla mluvit

### Nejlepší herec v hlavní roli
Christian Bale - Vice
- Bradley Cooper - Zrodila se hvězda
- Ethan Hawke – Zoufalství a naděje
- Rami Malek - Bohemian Rhapsody
- Viggo Mortensen – Zelená kniha

### Nejlepší herečka v hlavní roli
Toni Collette - Děsivé dědictví
- Glenn Close – Žena
- Lady Gaga - Zrodila se hvězda
- Olivia Colmanová – Favoritka
- Melissa McCarthy - Dokážete mi kdy odpustit?

### Nejlepší herec ve vedlejší roli
Mahershala Ali - Zelená kniha
- Timothee Chalamet - Beautiful Boy
- Richard E. Grant - Dokážete mi kdy odpustit?
- Adam Driver – BlacKkKlansman
- Michael B. Jordan - Black Panther

### Nejlepší herečka ve vedlejší roli
Rachel Weisz - Favoritka
- Amy Adams - Vice
- Claire Foy - První člověk
- Regina Kingová - Kdyby ulice Beale mohla mluvit
- Emma Stoneová - Favoritka

### Nejlepší dokument
Won't You Be My Neighbor?
- Free Solo
- Nerovná jízda
- RBG
- Tři blízcí neznámí

### Nejlepší cizojazyčný film
Roma
- Vzplanutí
- Studená válka
- Tina a Vore
- Zloději

### Nejlepší animovaný film
Psí ostrov
- Úžasňákovi 2
- Spider-Man: Paralelní světy
- Raubíř Ralf a internet
- Mirai, dívka z budoucnosti

### Nejlepší kamera
Alfonso Cuaron - Roma
- Rachel Morrison - Black Panther
- Robbie Ryan - Favoritka
- Linus Sandgren - První člověk
- James Laxton - Kdyby ulice Beale mohla mluvit

### Nejlepší skladatel
Nicholas Britell - Kdyby ulice Beale mohla mluvit
- Justin Hurwitz - První člověk
- Alexandre Desplat - Psí ostrov
- Thom Yorke - Suspiria
- Ludwig Göransson - Black Panther

### Nejlepší skladba
„Shallow“ - Zrodila se hvězda
- „All the Stars“ - Black Panther
- „Revelation“ - Vymazaný kluk
- „Ashes“ - Deadpool
- „Hearts Beat Loud“ - V rytmu srdce

### Nejlepší technické využití
První člověk
- Black Panther
- Mission: Impossible – Fallout

### Nejlepší plakát
BlacKkKlansman
- Mandy – Kult pomsty
- Suspiria

### Nejhorší film
Hele Muppete, kdo tady vraždí?
- Sám život
- Peppermint: Anděl pomsty
- Paříž 15:17
- Venom

### Texas Independent Film Award
The Standoff at Sparrow Creek
- 1985
- An American in Texas
- Holky sobě
- Tejano